# Alvise Vidolin
Alvise Vidolin (Padova, 13 luglio 1949) è un musicista, regista del suono ed esperto di informatica musicale italiano.

## Biografia
Figura storica della regia del suono e del live electronics. Dopo aver compiuto i suoi primi studi scientifici e musicali a Padova, diviene docente di Musica Elettronica al Conservatorio "Benedetto Marcello" di Venezia.
Dal 1974 è professore a contratto del Centro di Sonologia Computazionale (CSC) del Dipartimento di Elettronica e Informatica (DEI) dell'Università di Padova. Nel 1981 è tra i fondatori della Associazione di Informatica Musicale Italiana (AIMI), di cui è stato presidente dal 1988 al 1990, e di cui è membro del comitato scientifico. A partire dal 1977 inizia a collaborare con la Biennale di Venezia, come responsabile del Laboratorio permanente per l'Informatica Musicale della Biennale (LIMB). Per la Biennale ha curato diversi progetti e manifestazioni, tra questi la International Computer Music Conference 1982 e la mostra Nuova Atlantide: il continente della musica elettronica 1900-1986. Dal 1990 tiene corsi e seminari di musica elettronica e informatica presso la Sezione di Musica Contemporanea dell'Accademia Internazionale della Musica delle Scuole Civiche di Milano. Dal 1992 al 1997 è stato responsabile della produzione musicale del Centro Tempo Reale di Firenze. È membro dei comitati scientifici del GATM (Gruppo di Analisi e Teoria Musicale) e dell'Archivio Luigi Nono.
Come regista del suono e esecutore di live electronics ha collaborato, sia in Italia che all'estero, con diversi compositori, tra i quali: Claudio Ambrosini, Giorgio Battistelli, Luciano Berio, Aldo Clementi, Wolfango Dalla Vecchia, Franco Donatoni, Adriano Guarnieri, Luigi Nono, Salvatore Sciarrino.
Come didatta e saggista si è occupato prevalentemente di informatica musicale e musica elettronica, su cui ha pubblicato diversi saggi di carattere scientifico e divulgativo e tenuto numerose conferenze sui rapporti fra musica e tecnologia.